# 思南府
思南府，明朝时在今贵州省设置的府。

思南府在贵州省的位置（1820年）

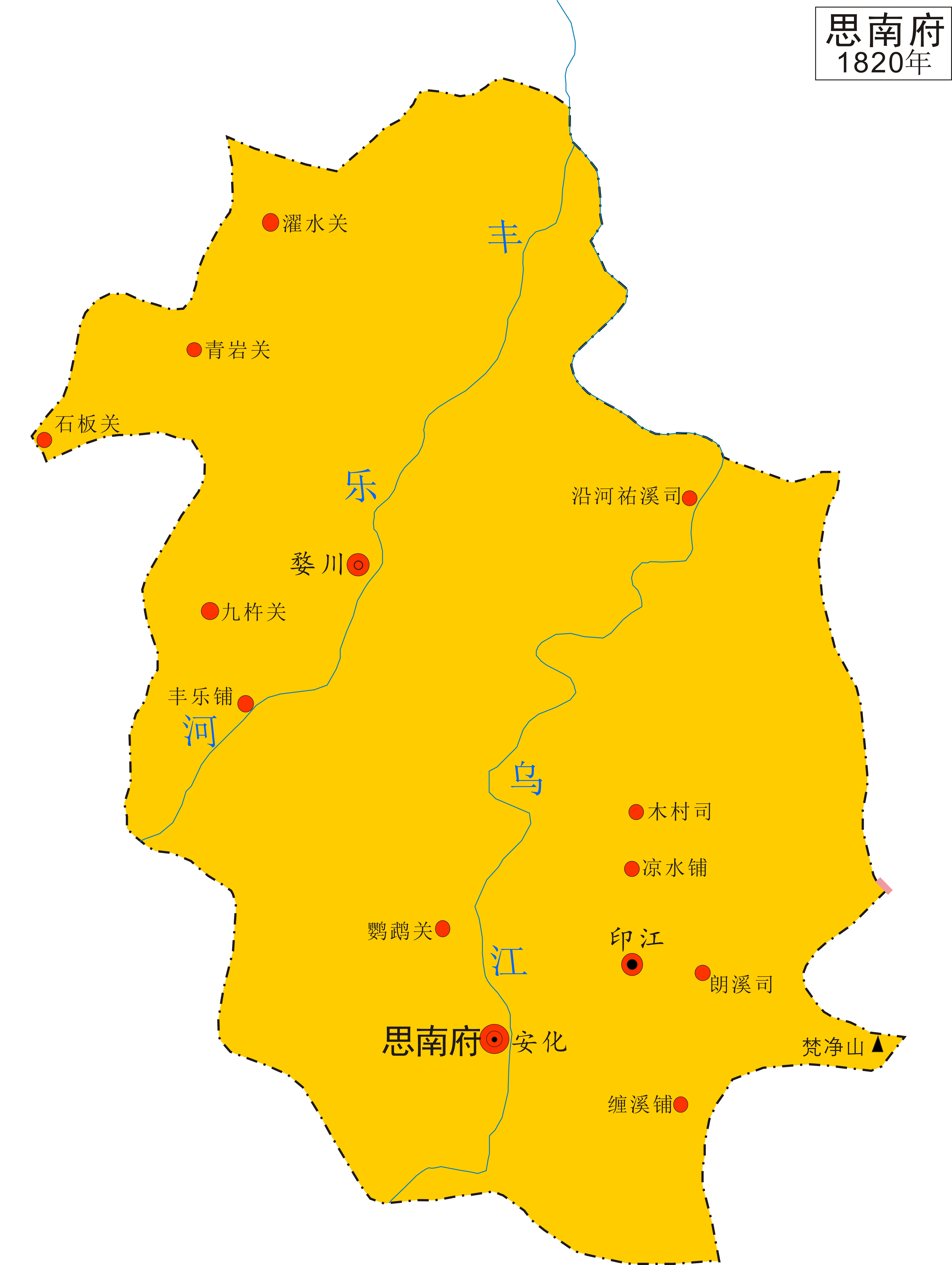
清朝1820年的思南府地图

元思南宣慰司，屬湖廣行省。明朝洪武四年改屬四川。六年十二月陞為思南道宣慰使司，仍屬湖廣。永樂十一年二月改為府，屬貴州布政司。隆慶四年三月徙治平溪衞。尋復故。有都儒五堡二坑等處巡檢司。又有覃韓偏力水土巡檢司。又有板橋巡檢司，舊屬石阡府，後來屬。領縣三，長官司三：安化縣、婺川縣、印江縣、蠻夷長官司、沿河祐溪長官司、朗溪蠻夷長官司。清代順治初，沿明制。領縣三：安化縣、婺川縣、印江縣。考评：繁。隸貴東道。

## 延伸阅读
[在维基数据编辑]
 《欽定古今圖書集成·方輿彙編·職方典·思南府部》，出自陈梦雷《古今圖書集成》